# محمد أباد (غرغان بوي)
محمد أباد (بالفارسية: محمدآباد) هي قرية تقع في إيران في قسم غرغان بوي الريفي. يقدر عدد سكانها بـ 261 نسمة .